# بوليت غودارد
بوليت غودارد (بالإنجليزية: Paulette Goddard)‏ (نيويورك 3 يونيو 1910 - كانتون تيسينو 23 أبريل 1990)، ممثلة أمريكية، أصبحت نجمة كبيرة في استوديو باراماونت في الأربعينيات من القرن العشرين. تم ترشيحها لجائزة الأوسكار لأفضل ممثلة مساعدة عن دورها في فيلم بكل فخر نحن نشيد عام 1943.